# Vicariato apostólico de Guapi
El vicariato apostólico de Guapi (en latín: Vicariatus Apostolicus Guapiensis) es una circunscripción eclesiástica de la Iglesia católica en Colombia. Se trata de un vicariato apostólico latino, inmediatamente sujeto a la Santa Sede (agregado a la provincia eclesiástica de Popayán). Desde el 19 de marzo de 2024 es sede vacante y su administrador apostólico con el título de provicario apostólico es el presbítero Arnulfo Moreno Quiñonez.

## Territorio y organización
El vicariato apostólico tiene 10 000 km² y extiende su jurisdicción sobre los fieles católicos de rito latino residentes en los municipios de Guapi, López de Micay y Timbiquí del departamento de Cauca y el municipio de Santa Bárbara en el departamento de Nariño.
Su territorio limita al norte con la diócesis de Buenaventura y la arquidiócesis de Cali, al este con la arquidiócesis de Popayán, al sur con la diócesis de Tumaco y al oeste con el océano Pacífico.
La sede del vicariato apostólico se encuentra en la ciudad de Guapi, en donde se halla la Catedral de la Inmaculada Concepción.
En 2022 en el vicariato apostólico existían 10 parroquias. Hasta 2010 las parroquias existentes eran:
- Catedral de la Inmaculada Concepción, en Guapi;
- San Miguel Arcángel, en López de Micay;
- Santa Bárbara, en Santa Bárbara;
- Santa Bárbara, en Timbiquí;
- Santa Rosa de Lima, en Río Saija, Timbiquí.

## Historia
La prefectura apostólica de Guapi fue erigida el 5 de abril de 1954 mediante la bula Quemadmodum providus del papa Pío XII, obteniendo el territorio de la prefectura apostólica de Tumaco (hoy diócesis de Tumaco). La nueva circunscripción eclesiástica fue conformada inicialmente por los municipios de Guapi, López y Timbiquí, todos del departamento del Cauca.
La prefectura apostólica fue encomendada a la Orden de Frailes Menores (padres franciscanos). Fue nombrado primer prefecto apostólico José de Jesús Arango. Con él se inició una importante etapa de evangelización, formación cristiana y de impulso a obras de desarrollo en todos los municipios de la costa caucana en el océano Pacífico.
El 23 de enero de 2001 la prefectura apostólica fue elevada a vicariato apostólico mediante la bula Cum Praefectura Apostolica del papa Juan Pablo II. Se nombró como obispo titular de Tubune de Mauritania y primer vicario apostólico de Guapi a Hernán Alvarado Solano, del clero de la diócesis de Zipaquirá y en ese entonces párroco de Ubaté. 
El 29 de octubre de 1999 se amplió con el municipio de Iscuandé (hoy Santa Bárbara) que pertenecía a la diócesis de Tumaco mediante la bula Carmelitarum Excalceatorum del papa Juan Pablo II.
El 14 de junio de 2025, el papa León XIV nombró a Alfonso García López como nuevo vicario apostólico del vicariato, tras más de un año de vacancia de la sede.

## Estadísticas
Según el Anuario Pontificio 2023 el vicariato apostólico tenía a fines de 2022 un total de 147 816 fieles bautizados.
| Año                                                                             | Población | Población | Población      | Sacerdotes | Sacerdotes | Sacerdotes | Católicos por sacerdote | Diáconos permanentes | Religiosos | Religiosos | Parroquias y cuasiparroquias |
| Año                                                                             | Católicos | Total     | % de católicos | Total      | Diocesanos | Regulares  | Católicos por sacerdote | Diáconos permanentes | Masculinos | Femeninos  | Parroquias y cuasiparroquias |
| ------------------------------------------------------------------------------- | --------- | --------- | -------------- | ---------- | ---------- | ---------- | ----------------------- | -------------------- | ---------- | ---------- | ---------------------------- |
| 1966                                                                            | 2500      | 49 290    | 5.1            | 9          | 1          | 8          | 277                     |                      | 5          | 14         | 4                            |
| 1970                                                                            | 54 400    | 56 500    | 96.3           | 12         | 2          | 10         | 4533                    |                      | 16         | 17         | 4                            |
| 1976                                                                            | 54 200    | 54 200    | 100.0          | 9          | 1          | 8          | 6022                    |                      | 11         | 40         | 4                            |
| 1977                                                                            | 52 030    | 60 000    | 86.7           | 9          | 1          | 8          | 5781                    |                      | 11         | 54         | 4                            |
| 1990                                                                            | 56 000    | 57 000    | 98.2           | 10         | 1          | 9          | 5600                    |                      | 13         | 46         | 4                            |
| 1999                                                                            | 86 000    | 89 173    | 96.4           | 9          | 1          | 8          | 9555                    |                      | 9          | 33         | 4                            |
| 2000                                                                            | 95 000    | 100 000   | 95.0           | 10         | 2          | 8          | 9500                    |                      | 11         | 34         | 5                            |
| 2002                                                                            | 99 000    | 100 000   | 99.0           | 13         | 4          | 9          | 7615                    |                      | 10         | 32         | 5                            |
| 2003                                                                            | 99 000    | 100 000   | 99.0           | 15         | 6          | 9          | 6600                    |                      | 10         | 32         | 5                            |
| 2004                                                                            | 110 000   | 120 000   | 91.7           | 15         | 6          | 9          | 7333                    |                      | 10         | 34         | 5                            |
| 2010                                                                            | 128 000   | 132 000   | 97.0           | 12         | 10         | 2          | 10 666                  |                      | 4          | 19         | 5                            |
| 2014                                                                            | 134 000   | 138 000   | 97.1           | 18         | 16         | 2          | 7444                    |                      | 3          | 15         | 10                           |
| 2017                                                                            | 138 550   | 142 780   | 97.0           | 16         | 14         | 2          | 8659                    |                      | 3          | 16         | 10                           |
| 2020                                                                            | 143 200   | 147 600   | 97.0           | 20         | 17         | 3          | 7160                    |                      | 3          | 13         | 10                           |
| 2022                                                                            | 147 816   | 152 355   | 97.0           | 19         | 16         | 3          | 7779                    |                      | 3          | 13         | 10                           |
| Fuente: Catholic-Hierarchy, que a su vez toma los datos del Anuario Pontificio. |           |           |                |            |            |            |                         |                      |            |            |                              |

## Episcopologio
- José de Jesús Arango, O.F.M. † (23 de abril de 1954-6 de diciembre de 1969 falleció)
- José Miguel López Hurtado, O.F.M. † (28 de noviembre de 1969-10 de junio de 1982 renunció)
  - Sede vacante (1982-1985)[nota 1]
- Alberto Lee López, O.F.M. † (8 de marzo de 1985-3 de diciembre de 1992 falleció)
- Rafael Morales Duque, O.F.M. † (5 de mayo de 1994-13 de febrero de 2001 renunció)
- Hernán Alvarado Solano † (13 de febrero de 2001-31 de enero de 2011 falleció)[nota 2]
- Carlos Alberto Correa Martínez (3 de diciembre de 2013-19 de marzo de 2024 nombrado obispo de Apartadó)
- Alfonso García López (14 de junio de 2025-presente)